# Igor Glebow (naukowiec)
Igor Aleksiejewicz Glebow (ros. И́горь Алексе́евич Гле́бов; ur. 8 stycznia?/21 stycznia 1914 w Leningradzie, zm. 11 stycznia 2002 w Petersburgu) – radziecki i rosyjski specjalista w dziedzinie inżynierii mechanicznej, doktor nauk technicznych, profesor.
Członek Akademii Nauk ZSRR (1976; od 1991 r. członek Rosyjskiej Akademii Nauk; członek korespondent Akademii Nauk ZSRR od 1974 r.), Bohater Pracy Socjalistycznej (1981), laureat nagród państwowych ZSRR i Federacji Rosyjskiej. Honorowy pracownik nauki i technologii Federacji Rosyjskiej (1994). Weteran walk na froncie wschodnim II wojny światowej.

## Życiorys
W 1938 r. ukończył Leningradzki Instytut Przemysłowy, uzyskując dyplom ze specjalności podstacje elektryczne. Po uzyskaniu dyplomu pracował jako inżynier automatyki.
W latach 1946–1951 był asystentem w Instytucie Instrumentacji Lotniczej w Leningradzie. OD 1951 do 1961 kierował Katedrą Energetyki Leningradzkiego Technologicznego Instytutu Przemysłu Spożywczego.
Od 1961 r. członek Wszechrosyjskiego Instytutu Badawczego Inżynierii Elektrycznej, w 1973 r. został dyrektorem tego instytutu.
Został wybrany przewodniczącym Prezydium Leningradzkiego Centrum Naukowego Akademii Nauk ZSRR i członkiem Prezydium Akademii Nauk ZSRR (1983–1989).
Był honorowym prezesem Akademii Inżynieryjnej w Petersburgu, doradcą prezydium Rosyjskiej Akademii Nauk, prezesem Związku Naukowo-Inżynieryjnego w Petersburgu, członkiem Rady Starszych Rosyjskiej Akademii Inżynieryjnej.
Dwukrotnie (w 1979 i 1984 r.) wybrany do Rady Najwyższej ZSRR z Leningradu, był przewodniczącym Stałego Komitetu ds. Nauki i Techniki Rady Najwyższej ZSRR.
Autor prac i wynalazków z zakresu fizyki elektryczności, elektroenergetyki i elektrotechniki, nadprzewodzących maszyn elektrycznych, urządzeń elektrycznych elektrowni jądrowych.

## Nagrody i tytuły
- Nagroda państwowa ZSRR (1968)
- Nagroda im. Pawła Jabłoczkowa Akademii Nauk (1975)
- Bohater Pracy Socjalistycznej (1981)
- Nagroda im. Karpinskiego (Niemcy, 1987)
- Nagroda Państwowa Ukraińskiej SRR (1990)
- Państwowa Nagroda Federacji Rosyjskiej w dziedzinie nauki i techniki (2001)
- Honorowy pracownik nauki i techniki Rosji

Nagrody:
- Order „Za zasługi dla Ojczyzny”, IV stopnia (1999)
- Order Lenina
- Order Czerwonego Sztandaru,
- Order Aleksandra Newskiego,
- Order Wojny Ojczyźnianej,
- Order Czerwonej Gwiazdy,
- Order Rewolucji Październikowej,
- Order Czerwonego Sztandaru Pracy,
- Order Przyjaźni Narodów,
- oraz innymi medalami

## Śmierć
4 stycznia 2002 r., kiedy Igor Glebow wracał do domu po odebraniu emerytury, został zaatakowany przez trzy nieznane osoby. Sprawcy pobili naukowca i zabrali mu wszystkie pieniądze. Po pewnym czasie Glebow został znaleziony przez przypadkowych przechodniów. Został przetransportowany do szpitala, ale urazowe uszkodzenia mózgu zagrażały jego życiu. Tydzień po ataku Glebow zmarł, nie doczekawszy 88. urodzin.
Został pochowany 16 stycznia 2002 r. na Cmentarzu Mikołajskim w Petersburgu.